# Teschener Mundarten

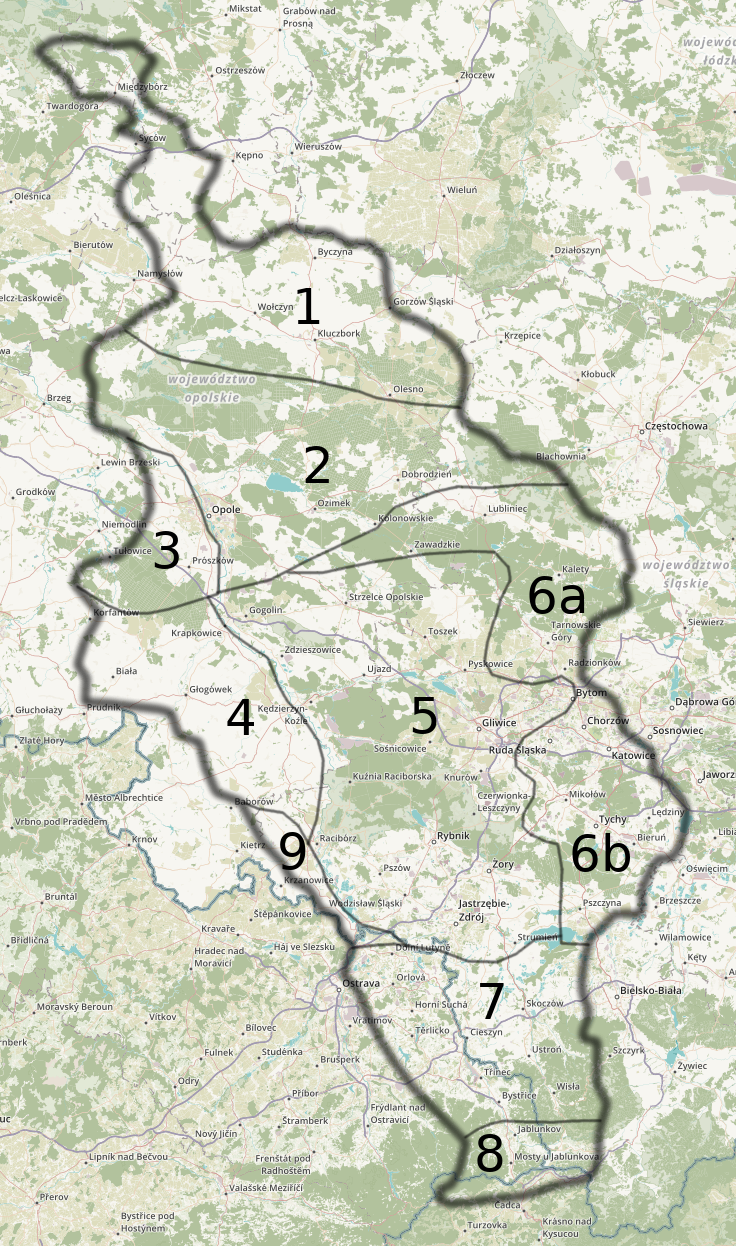
Schlesische Sprachen nach Alfred Zaręba, (7) Teschener und (8) Jablunkauer Mundarten

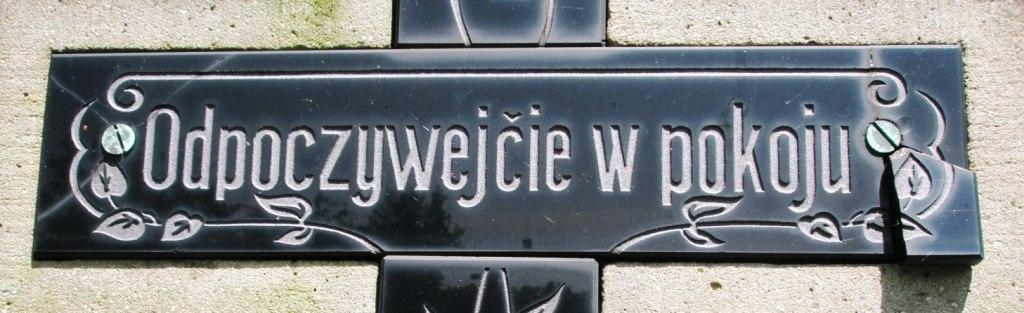
Grabinschrift in Teschener Mundart

Die Teschener Mundarten (tschechisch těšínská nářečí, polnisch gwara cieszyńska, auch narzecze cieszyńskie, örtlich po naszymu) sind ein Dialektkontinuum beiderseits der Olsa im Teschener Schlesien in Polen und Tschechien (Olsagebiet).
Die Wurzeln des Dialekts stammen hauptsächlich aus dem Altpolnischen (die Phonologie und Morphologie ist konsequent polnisch), aber seine diachrone Entwicklung gab ihm eine Übergangsnatur.
Die Benutzer der Mundarten bezeichnen sie meistens als po naszymu, deutsch etwa „in unserer [Sprache]“, das nicht ungewöhnlich unter slawischen Dialekten ist (vergleiche z. B. das sorbische Ponaschemu).
Stanisław Bąk (1974), Alfred Zaręba (1988) und Bogusław Wyderka (2010) teilten die polnisch-schlesischen Mundarten im Teschener Schlesien in zwei Gruppen, (Teschener und Jablunkauer) ein. Manchmal wurde auch die Freistädter (tsch. Fryštát, pln. Frysztat, örtlich Frysztot) Gruppe unterschieden. Heutzutage sprechen alle zusätzlich das Standardpolnische in Polen bzw. Standardtschechische in Tschechien, jedoch blieben die Teschener Mundarten die Hauptsprache der polnischen Minderheit in Tschechien.
Die Teschener Mundarten stehen dem Oberschlesischen am nächsten, weniger dem Kleinpolnischen und den lachischen Mundarten (insbesondere der Oberostrauer Mundart am östlichen Ufer der Ostravice) zwischen Troppau und Ostrau. Gelegentlich werden diese Mundarten, besonders ab den 1950er bis in den 1990er Jahren, als Ostlachisch bezeichnet,  diesen Terminus führte der mährische Sprachwissenschaftler Ad. Kellner in den 1940er Jahren aus politischen Gründen ein.

## Geschichte
Die ersten Spuren der Sprache der örtlichen Bevölkerung stammen aus urkundlichen Erwähnungen der Ortsnamen in den lateinischsprachigen Dokumenten. Zu dieser Zeit waren die alten Formen der polnischen und tschechischen Sprachen viel näher zueinander als heute, aber die in diesen Namen bestehenden Nasalvokale helfen bei der Kategorisierung dieser Sprachform zu den lechischen Sprachen, nicht tschecho-slowakischen Dialekten. Der zweite am besten in alten Quellen erkennbare sprachliche Eigenschaft, die die alten Teschener Mundarten von den mährischen lachischen Sprachen unterscheiden, ist die fehlende Spirantisierung g ≥ h (in Teschener Mundarten wurde g beibehalten).
Nach dem Jahr 1430, besonders 1450 verdrängte die tschechische Amtssprache fast völlig die vorherigen Amtssprachen Latein und Deutsch (außer in Bielitz) im Herzogtum Teschen. Diese zahlreichen Urkunden führten einige tschechoslowakische Linguisten um die Mitte des 20. Jahrhunderts zur Schlussfolgerung, dass das Gebiet ursprünglich tschechisch war und erst später, am frühesten im 17. Jahrhundert polonisiert wurde. Die polnischen Forscher achten dagegen darauf, dass z. B. die Nasalvokale ununterbrochen in den Ortsnamen in der gleichzeitigen deutschsprachigen sowie kirchlichen lateinischen Dokumenten üblich blieben. Obwohl die herzögliche Kanzlei sogar nach 1620 tschechischsprachig blieb, länger als in Böhmen selbst, waren die von der örtlichen Bevölkerung ab dem 16. Jahrhundert zunehmend verfassten Dokumente oft nur scheinbar in der Amtssprache geschrieben. Eine Rechnung eines Schlossers aus Freistadt im Jahr 1589 enthielt so viel „Fehler“, dass sie in der polnischen Literatur als das erste polnische Dokument aus dem Teschener Schlesien bezeichnet wurde. Kurz danach siedelte sich im Herzogtum Teschen Johann Tilgner an, ein selbst erklärter Deutscher aus Breslau. Er kam mit erlernter Kenntnis der mährischen Sprache, um Aufseher des Gutsgebiets von Skotschau-Schwarzwasser unter dem Herzog Adam Wenzel zu sein. In seinem Tagebuch unter dem Titel Skotschauer Denkwürdigkeiten beschrieb er allerdings, wie er die polnische Sprache von der örtlichen Bevölkerung lernte. In der zweiten Hälfte des 17. Jahrhunderts wurde diese Sprache in den Berichten der bischöflichen Visitationen aus Breslau concio Polonica (con- + cieō – „einberufen“, bzw. die Sprache der Predigt) benannt. Die sprachliche Grenze zur concio Moravica deckte sich nicht mit der Grenzen der Dekanate und war ähnlich der Grenze in der Mitte des 19. Jahrhunderts. Die gesprochene polnisch-schlesische Sprache sickerte später besonders in den Tagebüchern oder quasi-offiziellen Chroniken der dörflichen Schreiber durch. Eines der bekanntesten Beispiele wurde von Jura (Jerzy, Georg) Gajdzica (1777–1840) aus Cisownica geschrieben. Der Text im örtlichen Dialekt wurde an die polnische Literatursprache stilistisch angepasst:

„Roku 1812 przed Gody Francuz prziszeł na Mozgola do bitki, ale sie Francuzowi źle podarziło, Pon Bóg mu tam bardzo wybił, trefiła zima wielko i mroz, i zmorz tam, że sie go mało wróciło i musioł sie wrócić chned w poście z Galicje. (...)“

In Abhängigkeit von der Ausbildung der Schreiber wurden unterschiedliche Stufen der Code-Switching zwischen dem Tschechischen, Mährischen, Schlesischen und Polnischen beobachtet, was offensichtlich die Kommunikation zwischen Slawen wenig verhinderte, im Gegensatz zur Sprachbarriere, die in der Wirklichkeit oft zwischen Slawen und Deutschen bestand.

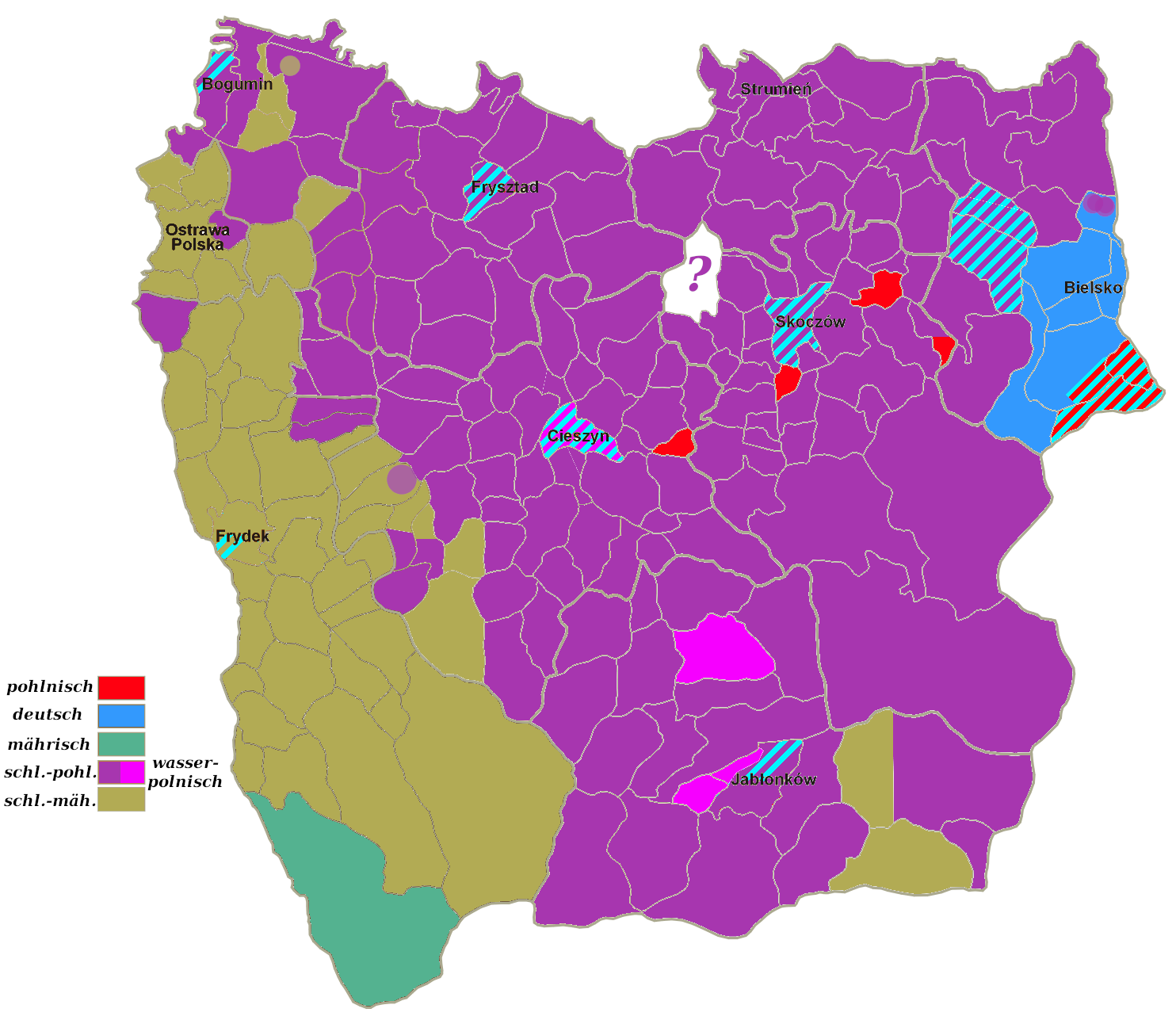
Sprachliche Nomenklatur in der Beschreibung Teschener Schlesiens von Reginald Kneifl im Jahr 1804

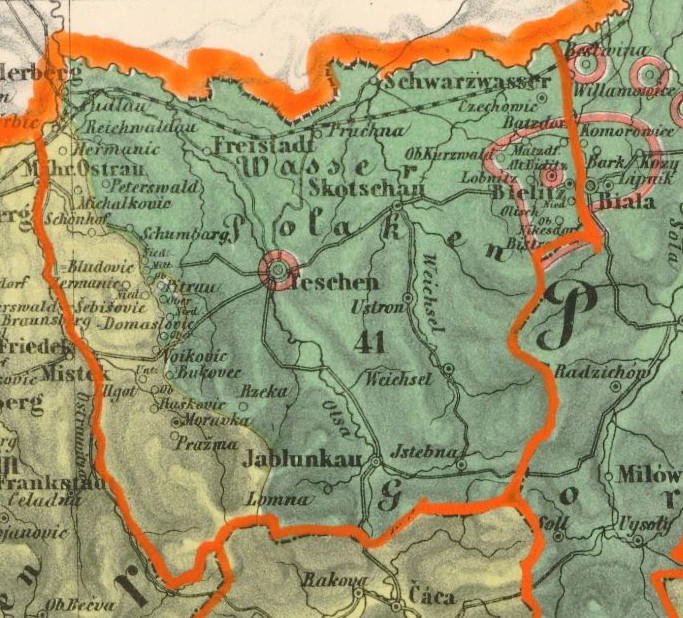
Wasserpolaken auf der Karte von Carl Freiherr von Czoernig

Nach dem Ersten Schlesischen Krieg wurde das Gebiet vom Rest Schlesiens durch die österreichisch-preußische Grenze abgetrennt. Der oberschlesische Dialekt, bisher unter vergleichbarem Einfluss der tschechischen Amtssprache, kam zunehmend unter den Einfluss der deutschen Sprache, besonders nach 1749, und wurde etwas pejorativ auf Deutsch wasserpolnisch beschrieben. Auf der österreichischen Seite der Grenze war dieses Phänomen merklich verspätet. 1783 wurde der Teschner Kreis dem mährisch-schlesischen Landesgubernium mit Sitz in Brünn angeschlossen und die mährischsprachigen Lehrbücher wurden in den Volksschulen eingesetzt, trotz z. B. der Proteste von Leopold Szersznik, des Aufsehers der römisch-katholischen Schulen im Kreis. Reginald Kneifl, der Autor der Topographie des k. k. Antheils an Schlesien aus dem frühen 19. Jahrhundert benutzte dagegen den Begriff polnisch-schlesisch (seltener polnisch und wasserpolnisch) für die Mehrheit der Ortschaften der Region. Der Terminus wasserpolnisch wurde jedoch auch später von Österreichern im 19. Jahrhundert benutzt, z. B. von Karl von Czoernig-Czernhausen.
1848 erlangte Österreichisch-Schlesien die administrative Unabhängigkeit wieder. Paweł Stalmach initiierte die polnische Nationalbewegung durch Herausgabe des polnischsprachigen Wochenblatts Tygodnik Cieszyński, der ersten Zeitung im Teschener Schlesien, obwohl die Mehrheit der Wasserpolaken national gleichgültig für einige Jahrzehnte blieb. 1860 wurden auf Johann Demels, des langjährigen Teschener Bürgermeisters, Vorschlag die polnische und tschechische Sprache zur Hilfssprachen des Kronlands. Dies führte zur ungehinderten Entwicklung der polnischen Sprache in Behörden und Volksschulen zum ersten Mal in der Geschichte des Gebiets. Die Mittelschulen blieben ausschließlich deutschsprachig. 1874 schlug Andrzej Cinciała im Reichsrat die Eröffnung eines polnischen Lehrerseminars in Teschen und eines tschechischen in Troppau vor. Dem wurde von Eduard Suess stark widersprochen, weil nach ihm die örtliche Sprache nicht polnisch, sondern wasserpolnisch, eine polnisch-tschechische Mischung, in Büchern nicht benutzt war. In dieser Zeit war der Höhepunkt des Niveaus des Prestiges deutscher Sprache im Teschener Schlesien. Die Prozentzahl der deutschsprachigen Bewohner in den Kleinstädten wie Skotschau und Schwarzwasser stieg bis zum frühen 20. Jahrhundert auf über 50 %. Dies beschleunigte den Verlauf der Entlehnungen aus dem Deutschen in den Teschener Mundarten, auch in den Dörfern. Das Gegengewicht zur polnischen Nationalbewegung war immer die sogenannte Schlonsakische Bewegung, besonders unter den Lutheranern um Skotschau verbreitet. Sie war immer von örtlichen Deutschliberalen unterstützt (z. B. in der Form der von Theodor Karl Haase 1877 gegründeten Zeitung „Nowy Czas“) und stand der parallelen Bedeutung der deutschen Sprache wohlwollend gegenüber. Józef Kożdoń, der Führer der 1909 gegründeten Schlesischen Volkspartei, negierte zwar nie, dass die Teschener Mundarten ein Dialekt der polnischen Sprache waren, verglich aber die Situation in der Region mit der Schweiz, wo die deutschen Dialekte keine Deutschen aus Schweizern machten und analog die Schlesier keine Polen waren. Im frühen 20. Jahrhundert entflammte auch ein nationaler Konflikt zwischen Polen und Tschechen, dessen Kulmination der Polnisch-Tschechoslowakische Grenzkrieg im Jahr 1919 war. Petr Bezruč popularisierte in den Schlesischen Liedern die Theorie der polonisierten Mährer und die tschechischen Aktivisten behaupteten damals, dass eigentlich die mährische Sprache verständlicher als die polnische Literatursprache für die örtlichen Schlesier sei.
Am 25. Juni 1920 legte der Botschafterrat der Siegermächte ohne Durchführung einer Volksabstimmung den Grenzverlauf fest. Dies trennte das Gebiet der Mundarten zwischen Polen und der Tschechoslowakei. Auf der polnischen Seite näherten sie sich wegen der größeren linguistischen Verwandtschaft immer näher der polnischen Standardsprache an, aber es wurden auch einige neue Einflüsse des oberschlesischen Dialektes beobachtet (z. B. teilweise Verdrängung vom Wort fajka, dt. Zigarette, durch das oberschlesische cygaretla), während auf der tschechoslowakischen bzw. tschechischen Seite die Mundarten immer mehr unter Einfluss der tschechischen Sprache kamen, hauptsächlich zum Syntax und Lexikon z. B. wurden viele neue Entlehnungen aus der Tschechischen benutzt, die in Polen unbekannt sind. Generell sind jedoch die Teschener Mundarten auf der tschechischen Seite im besseren Stand erhalten als in Polen, besonders als alltägliche Hauptsprache der regionalen polnischen Minderheit, oft in den Ämtern oder in den Unterhaltungen mit dem Arzt, oder dem Lehrer benutzt.

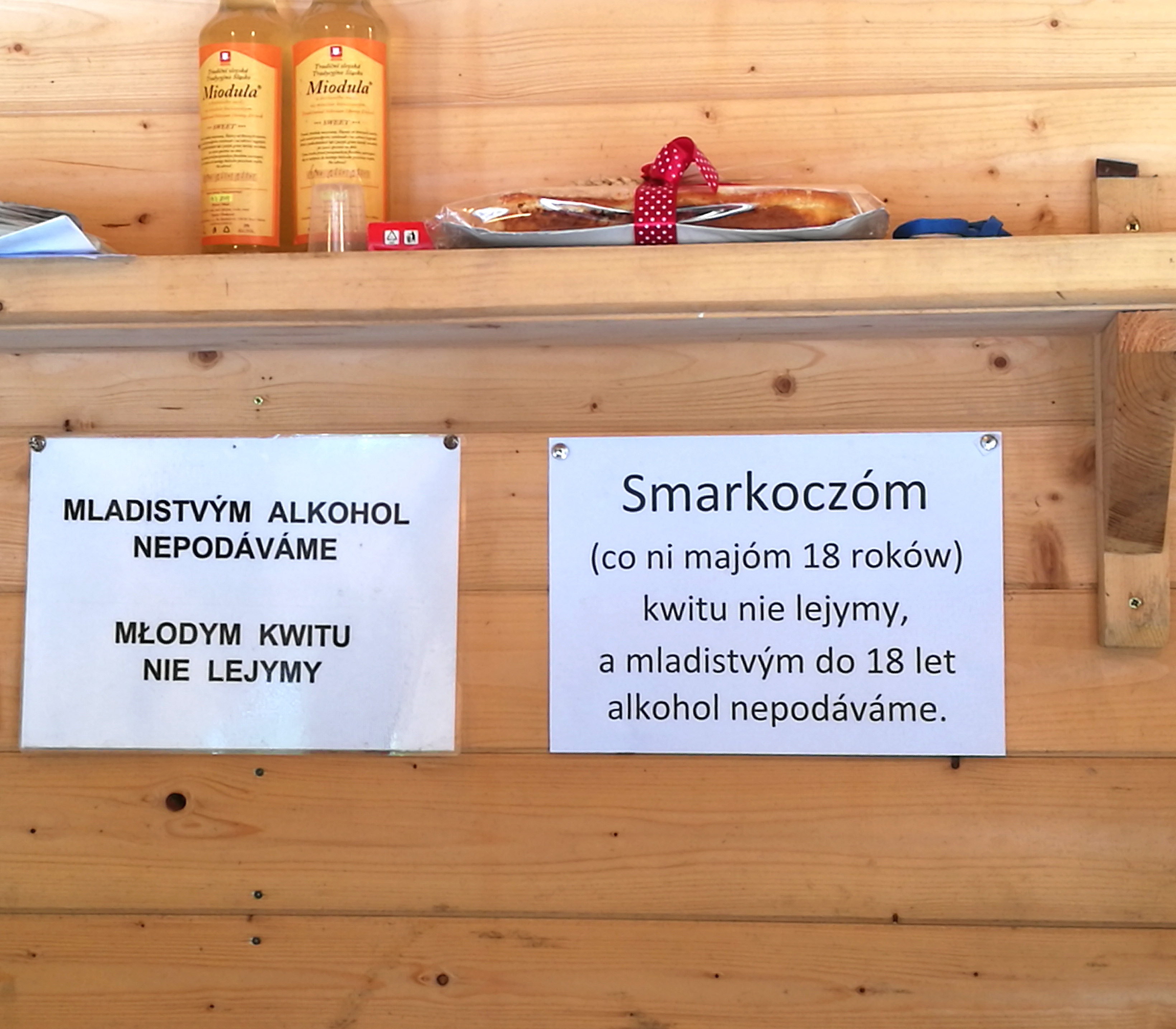
Keine Ausgabe von Alkohol an Jugendliche unter 18 Jahren im Tschechischen (links oben und rechts unten) und im Teschener Dialekt (links unten und rechts oben), Gorolski Święto, eine Fest der polnischen Minderheit im Olsagebiet, Jablunkov, 2019

Erst im Jahr 1974 wurde der Teschener Dialekt von Stanisław Bąk als ein separater Unterdialekt definiert. Dem folgten Alfred Zaręba (Zaremba, 1988) und Bogusław Wyderka (2010). In den 1990er begann die Debatte über die Selbstständigkeit der vorgeschlagenen schlesischen Sprache. In Oberschlesien gab es viele Bemühungen der Standardisierung der Sprache, darunter z. B. neue Alphabete, die auch die Teschener Mundarten mit einbezogen. Diese Bewegung ist im Teschener Schlesien viel schwächer, sowohl auf der polnischen, wie auch auf der tschechischen Seite. Die Benutzung der polnischen Schreibweise bzw. des Alphabets wurde u. a. von Adolf Fierla, Paweł Kubisz, Jerzy Rucki, Władysław Młynek, Józef Ondrusz, Karol Piegza, Adam Wawrosz und Aniela Kupiec lang etabliert, die ihre Werke als Teile der polnischen Tradition betrachteten. Auf der tschechischen Seite wurde jedoch der Dialekt immer mehr in der tschechischen Schreibweise geschrieben (Beispiel: poczkej na mie [warte auf mich] in der polnischen Schreibweise vs. počkej na mě in der tschechischen). Die tschechischen Linguisten in den letzten Jahrzehnten gaben die Klassifizierung der Mundarten im Olsagebiet als Ostlasisch auf, aber setzten die Forschung unabhängig von den Dialekten in Polen fort und häufiger unterstreichen sie ihren gemischten polnisch-tschechischen Charakter, nahelegend, dass sie gleichzeitig zu beiden Sprachen gehören, und vereinigen alle Nationalitäten im Olsagebiet. Die moderne Entwicklung der Teschener Mundarten auf der tschechischen Seite kann auch mit der ukrainisch-russischen Mischsprache Surschyk verglichen werden.

## Unterschiede zu umliegenden Sprachen

### Tschechisch
- Rückbildung von Nasalvokalen (meist zerlegt),[32][33] z. B. dómb/kónsek "Eiche/Stück" vs. poln. dąb/kąsek und tsch. dub, selten in rudimentärer Form wie in kousek; in den ältesten Quellen wurden sie u. a. als -am-, -an- geschrieben und folgten der urkundlichen Entwicklung im Rest Polens, z. B. on//om > un//um und ę//em > ym//im, aber wurden später im Gegensatz zum Standardpolnischen zerlegt.[34]
- Erhaltung des Konsonanten g (tsch. h, seltener k),[35]
- Anwesenheit der weichen Konsonanten ś, ź, ć, dź,[36]
- Erhaltung des Konsonanten dz[37]
- Vokal ó, als das Resultat der Entwicklung o>ó und e>é>y,[38]
- Konsonant ł, dokumentiert mit der Entwicklung ł>u,[39]
- Anderer Umfang der Dispalatalisierung (siehe auch siakanie) und Palatalisierung in den Gruppen n, p, b, v... + e,[40]
- Polnische Vokalumlautung,[41]
- Abwesenheit der tschechischen Vokalumlautung,[42]
- Polnische Entwicklung der Gruppen *tort und *tolt,[43]
- Abwesenheit der tschechischen Änderung šč>šť,[44]
- Andere Entwicklung der Sonanten r und l,[45]
- Betonung auf der Pänultima, wie in der polnischen Sprache;
- alle Vokale sind kurz, wie in der polnischen Sprache,
- Iterativa auf -ować (in der tschechischen Schriftsprache -ávat).

### Slowakisch
- der Laut rz/ř.

### Oberschlesisch
- Umfang der Vokale,[46]
- Andere Flexion, z. B. idym spatki przez tóm wode (Ich gehe durch das Wasser zurück) vs. oberschles. ida(m) nazod bez ta woda
- Wortschatz, weniger deutsche und mehr tschechische Entlehnungen (z. B. spatki – zurück, tsch. zpátky).

## Einige Besonderheiten

### Morphologie
- Iterativa auf -ować, z. B. słychować-słychujym (ich pflege zu hören), in der tsch. Schriftsprache mit festem Infix slýchávat-slýchávám.

### Syntax
- teilweise nichtkongruentes Possessivperfekt, z. B. my tam mieli nojynte takóm małóm kuczym (wir hatten dort ein kleines Haus gemietet),
- finites Verb tendenziell an der zweiten Position (im Hauptsatz), andere Teile des Prädikats am Ende des Satzes, z. B. joch był uż downo przijdzóny (ich war längst gekommen),
- Endstellung des finiten Verbs im Nebensatz, z. B. joch myślała, że ón padńóny je (ich dachte, dass er gefallen sei),
- pleonastisches Pronomen beim (kontextgebundenen) Subjekt, z. B. ón owčoř ńechćoł odynść/ón owczorz niechciół odyńść (der Schäfer wollte nicht weggehen),
- formales Subjekt unpersönlicher Sätze, z. B. óno to nima taki proste (es ist nicht so einfach),
- Perfekt intransitiver Verben mit PPP, z. B. śiostra je už póńdzóno/siostra je uż póńdzióno (die Schwester ist schon weggegangen).

### Wortschatz
- viele Gemeinsamkeiten mit den lachischen Mundarten des Tschechischen.
- die zahlreiche Lehnwörter aus der deutschen Sprache stammen überwiegend aus dem 19. und dem frühen 20. Jahrhundert.[15]

## Textbeispiel
„Hladoł jo to miejsco dość długo. Na kóniec jo prziszoł wczasi. Tam jo se też zeznómił ze Zuzanóm. Prawie my chcieli iść hore, jak zaźnioł hróm.“

Deutsch:

„Ich suchte den Ort ziemlich lange. Schlussendlich kam ich früher. Dort lernte ich auch Susanne kennen. Wir wollten eben hinaufgehen, als ein Donner ergrollte..“

Polnischer Dialekt (Schlesisch):

„Szukołch tyn plac dojś dugo, yntlich prziszołch wcześni, tam żech sie poznoł ze Zuzom, prawie chcieli my iś na góra, jak doł  sie słyszeć grzmot..“

Polnisch:

„Szukałem tego miejsca dość długo, w końcu przyszedłem wcześniej. Tam poznałem Zuzannę, chcieliśmy właśnie iść na górę, kiedy zagrzmiał grom..“

Tschechisch:

„Hledal jsem to místo dost dlouho. Nakonec jsem přišel dříve. Tam jsem se též seznámil se Zuzanou. Právě jsme chtěli jít nahoru, když uhodil hrom..“